# Nula
Nula (z latiny nullus – žádný) je číslo 0, jedna z nejzákladnějších matematických konstant. Má tu vlastnost, že pro každé číslo {\displaystyle a} platí
- {\displaystyle a+0=a}
- {\displaystyle a\cdot 0=0}

Nula se používá ve dvou funkcích:
- Číslo nula ve významu matematického prázdna, prostého nic. Číslo 0 na číselné ose odděluje záporná čísla od kladných. V teorii množin je nula velikost (kardinalita) prázdné množiny.
- Číslice nula, znak používaný v pozičních číselných soustavách pro označení nepoužitého řádu při zápisu čísla. Například v desítkové soustavě má číslice „1“ v zápise „100“ váhu sto, čímž se liší od stejné číslice v zápise „10“, která má váhu deset.

## Historie nuly
Ve starověké Babylonii v tamní šedesátkové poziční soustavě měl zápis nuly nejprve podobu mezery a později podobu šikmého dvojitého klínu. Zápis nuly však nikdy nebyl použit samostatně nebo na konci čísla. Egypťané neměli poziční systém. Samostatné číslo nula tak neznali ani Babyloňané ani Egypťané. Chybějící koncept zápisu čísla nula způsoboval problémy v matematických výpočtech, dodnes je patrný např. v neexistenci roku 0 v našem letopočtu; naopak v některých kulturách se počítaly od nuly i dny v měsíci.
Některé středoamerické civilizace jako olmécká a mayská ji používaly ve své dvacítkové soustavě již ve 4. století. Ovšem mezoamerický kalendář dlouhého počtu, který vyžadoval nulu v pozičním zápise a je starší, je nepřímým důkazem toho, že symbol nuly byl používán již roku 36 před naším letopočtem.
Za nejstarší indický záznam nuly vědci původně považovali zápis na stěně chrámu v Gválijaru z devátého století. Avšak zápis nuly v manuskriptu z pákistánské vesnice Bakhšálí byl pomocí uhlíkové metody nově datován do třetího až čtvrtého století našeho letopočtu.

### Cesta nuly do Evropy
Středověcí Evropané se s nulou naučili počítat ve 12. století od Arabů, kteří ji přinesli z Indie (viz také hindsko-arabská číselná soustava).
Nulu a matematické operace s ní objevil v oblasti dnešní Indie Brahmagupta, který své poznatky zapsal do knih Brāhmasphuṭasiddhānta a Khanda-khādyaka. Jeho dílo se po dobytí části Indie muslimskými vojsky naučil nazpaměť učenec Kanaka a později ho do arabštiny přeložil astronom Mohammed al-Fazarí. Překlad způsobil rozmach arabské matematiky, o sto let později, na vrcholu tohoto rozmachu napsal perský matematik al-Chorezmí učebnici sčítání a odčítání indických číslic Kitáb al-džám'a wa-l-tafríq bil-hisáb al-hindi, která byla ve 13. století přeložena do latiny pod názvem Algorithmi de numero indorum.

## Matematické vlastnosti čísla nula
Číslo nula má některé zvláštní vlastnosti, které je potřeba při provádění početních operací brát v úvahu.

### Sčítání
Nula je z matematického hlediska při sčítání neutrální prvek. To znamená, že platí
{\displaystyle a+0=0+a=a}

### Násobení
Při násobení platí
{\displaystyle a\cdot 0=0\cdot a=0}
Říká se, že nula je absorpční prvek násobení.

### Faktoriál
Faktoriál čísla 0 je definován
{\displaystyle 0!=1}

### Umocňování
Při umocňování nenulového čísla platí
{\displaystyle a^{0}=1}.
I ve speciálním případě se někdy definuje
{\displaystyle 0^{0}=1},
ve vyšší matematice však tento výraz není definován.
Viz též nula na nultou.

### Dělení nulou
Výsledek dělení libovolného čísla nulou není v matematice definován.
Operaci dělení lze nahradit opakovaným odečítáním. Pak je možné hledat odpověď na otázku například „Kolikrát je třeba odečíst 4 od 12, aby vyšel výsledek 0?“ (kolik je 12 děleno 4?):
12 − 4 = 8
8 − 4 = 4
4 − 4 = 0
Počet odečítání je 3, a tedy 12 : 4 = 3.
Pokud se má vypočítat 12 : 0, pak otázka zní: „Kolikrát je třeba odečíst 0 od 12, aby výsledek byl 0?“ Žádný počet operací však nevede k požadovanému výsledku.

## Zajímavosti
Koncept nuly jsou například schopny chápat i včely.